# Osso coxale
L'osso coxale (dal latino coxa, «coscia»), noto anche come osso dell'anca, è un osso pari e simmetrico che costituisce lo scheletro del bacino insieme al sacro e al coccige.
L'osso deriva dalla sinostosi, completa all'età di 25 anni, di tre abbozzi distinti: l'ilio o ileo, l'ischio e il pube.

## Origine e parti

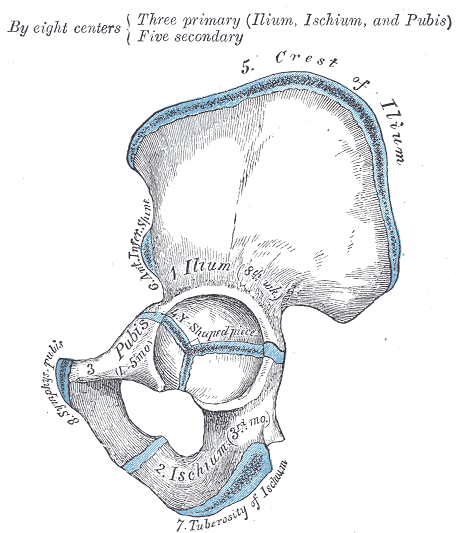
Faccia esterna dell'osso sinistro in corso di ossificazione. Si notano le tre ossa originarie: ilio (in alto), pube (a sinistra) ed ischio (più in basso)

L'osso coxale risulta composto nell'infanzia da tre ossa distinte, l'ilio, il pube e l'ischio. Le tre ossa si articolano tra loro, per interposta cartilagine articolare, al centro dell'acetabolo, cavità articolare dell'osso dell'anca per la testa del femore.
La completa ossificazione encondrale delle cartilagini articolari dell'acetabolo ed ischio-pubica forma l'osso dell'anca adulto.

### Ilio
L'ilio o ileo è l'osso più grande dei tre. Osso piatto situato superiormente a pube ed ischio, offre alla descrizione un corpo, che forma la porzione superiore del cercine dell'acetabolo, e un'ala, la porzione più espansa dell'osso, che si apre superiormente al corpo.
Nell'ala distinguiamo una superficie mediale, che costituisce la fossa iliaca, ed una laterale, che costituisce la superficie glutea dell'osso dell'anca, mentre il margine superiore prende il nome di cresta iliaca. La superficie inferiore del corpo si articola col corpo del pube, anteriormente, e con il corpo dell'ischio, posteriormente, mediante una cartilagine articolare.

### Ischio
L'ischio, situato posteriormente al pube ed inferiormente all'ilio, offre anch'esso alla descrizione un corpo e due branche o rami, dei quali uno ascendente ed uno discendente, a formare una "L" con l'angolo diretto indietro e in basso.
Distinguiamo nel corpo dell'ischio una superficie laterale che costituisce la porzione posteriore del cercine e della fossa dell'acetabolo, una superficie antero-superiore, che si articola con ileo e pube mediante cartilagine articolare, ed una superficie inferiore, dalla quale si spicca il ramo discendente dell'ischio. Questo, spesso e robusto, si prolunga inferiormente e presenta sulla superficie posteriore la possente tuberosità ischiatica, che regge il peso del corpo in posizione seduta. Dall'estremo inferiore del ramo discendente si spicca anteriormente il ramo ascendente dell'ischio che, più fine e breve del ramo discendente, si porta superiormente e medialmente raggiungendo il ramo inferiore del pube, col quale si articola mediante cartilagine articolare.

### Pube
Il pube, situato anteriormente all'ischio e inferiormente all'ilio, offre alla descrizione un corpo e due branche o rami, dei quali uno superiore ed uno inferiore. Distinguiamo nel corpo una superficie laterale, che costituisce la porzione anteriore del cercine e della fossa dell'acetabolo, una superficie postero-superiore, che si articola con ileo ed ischio mediante una cartilagine articolare, ed una superficie mediale, dalla quale si spicca il ramo superiore del pube. Questo, proiettandosi medialmente, si articola con l'omologo eterolaterale nella sinfisi pubica. Dall'estremo mediale del ramo superiore del pube si prolunga inferiormente, obliquando in senso medio-laterale ed antero-posteriore, il ramo inferiore dell'osso pube che, raggiungendo il ramo dell'ischio, si articola con esso mediante cartilagine articolare.

## Descrizione macroscopica
L'osso coxale offre alla descrizione due facce, delle quali una mediale o interna ed una laterale o esterna, e quattro margini, dei quali uno superiore, uno inferiore, uno anteriore ed uno posteriore.
In base alle ossa da cui hanno origine, si è soliti distinguere nell'osso iliaco una porzione superiore iliaca e una inferiore ischiopubica, legate da un restringimento centrale che porta sulla superficie esterna la cavità articolare dell'acetabolo e su quella interna la linea arcuata.

### Superficie laterale o esterna
La superficie esterna dell'osso coxale si presenta divisa in una porzione superiore o iliaca ed una inferiore o ischiopubica dalla cavità articolare del cotile, noto anche come acetabolo.
L'acetabolo o cotile è un incavo osseo con la forma di una scodella che funge da cavità articolare per l'articolazione coxofemorale. Offre alla descrizione una cavità centrale, da cui origina il legamento rotondo della testa del femore e detta fossa dell'acetabolo, e un margine rilevato, rivestito di cartilagine e detto ciglio dell'acetabolo o cercine dell'acetabolo. Nella sua porzione inferiore il cercine dell'acetabolo si presenta interrotto costituendo l'incisura acetabolare sui cui margini si tende il legamento trasverso dell'acetabolo.
La porzione iliaca della superficie esterna dell'osso coxale, rivolta posteriormente e lateralmente, si presenta convessa e cosparsa di fori nutrizi, offre inserzione ai muscoli glutei ed è per questo detta superficie glutea dell'osso coxale.
L'inserzione dei muscoli glutei disegna sulla superficie glutea dell'osso coxale tre linee semicircolari dette linee glutee. Distinguiamo una linea glutea inferiore, a concavità inferiore, posta al di sopra dell'acetabolo, una linea glutea anteriore, a convessità anteriore, decorre nel mezzo della superficie glutea, ed una linea glutea posteriore, anch'essa a concavità anteriore, decorre presso il margine posteriore dell'osso iliaco. Tra linea glutea inferiore e linea glutea anteriore si inserisce il muscolo piccolo gluteo, tra linea glutea anteriore e linea glutea posteriore si inserisce il muscolo gluteo medio e posteriormente alla linea glutea posteriore si inserisce il muscolo grande gluteo.
La porzione ischiopubica della superficie esterna dell'osso coxale, rivolta anteriormente e lateralmente, si presenta anch'essa concava e offre alla descrizione l'ampia apertura del forame otturato chiuso dalla membrana otturatoria. Similmente a quanto avviene sulla superficie interna dell'osso coxale, la superficie inferiore del ramo superiore del pube è insolcata dal passaggio del nervo otturatore e dei vasi otturatori prima che attraversino la membrana otturatoria.

### Superficie mediale o interna

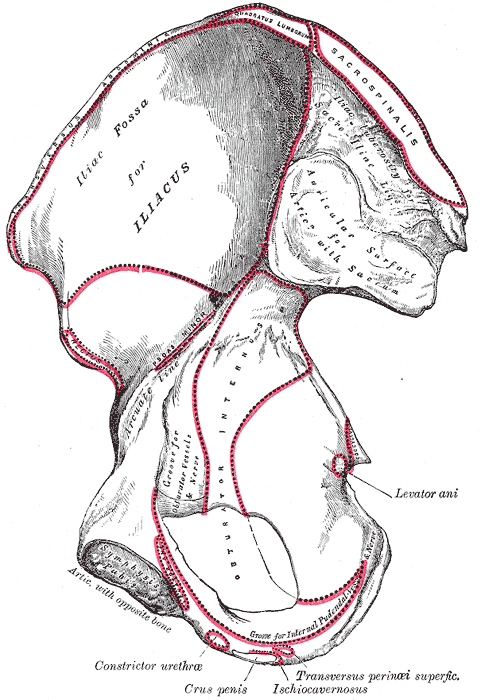
Faccia mediale dell'osso iliaco destro

La superficie interna dell'osso coxale si presenta divisa in una porzione superiore o iliaca ed una inferiore o ischiopubica da una linea trasversale detta linea arcuata o linea innominata che, medialmente, si continua sul corpo del pube nella cresta pettinea e nella cresta pubica.
La porzione iliaca della superficie interna dell'osso iliaco, rivolta anteriormente e medialmente, offre alla descrizione una porzione anteriore, più ampia,  che costituisce la fossa iliaca ed una posteriore che costituisce la superficie auricolare o superficie articolare sacrale dell'osso iliaco.
La fossa iliaca, concava e liscia, si continua medialmente sul corpo del pube nella superficie pettinea, una piccola superficie di forma triangolare da cui origina il muscolo pettineo. La superficie presenta un apice rivolto medialmente che punta verso il tubercolo pubico e la cresta pubica, una base delimitata dal rilievo dell'eminenza ileopettinea, un margine posteriore costituito dalla cresta pettinea ed un margine anteriore costituito dal margine anteriore del ramo superiore del pube.
La superficie articolare sacrale, anche detta superficie auricolare dell'osso coxale per la sua forma che ricorda quella di un'orecchia, si presenta convessa e rivestita di cartilagine. Essa contribuisce, assieme alla corrispondente superficie auricolare sull'osso sacro, a formare l'articolazione sacroiliaca. Posteriormante alla superficie auricolare dell'osso coxale è inoltre presente la tuberosità iliaca su cui si inseriscono i fasci del legamento sacroiliaco interosseo.
La porzione ischiopubica della superficie interna dell'osso coxale, rivolta posteriormente e medialmente, si presenta concava e offre alla descrizione l'ampia apertura del forame otturato, detto così dal momento che nel vivente risulta chiuso quasi completamente da una membrana fibrosa detta membrana otturatoria. Di forma pressoché triangolare, il forame otturatorio è delimitato superiormente dal ramo superiore del pube, posteriormente dal ramo discendente dell'ischio e inferiormente dalla branca ischiopubica dell'osso dell'anca. La membrana otturatoria si inserisce lungo tutto il margine del forame otturato tranne che nella porzione superiore, dove delimita assieme al ramo superiore del pube un piccolo foro detto canale otturatorio. Quest'ultimo dà passaggio al nervo otturatore e ai vasi otturatori che passando sulla superficie inferiore del ramo superiore del pube lasciano un solco che viene detto doccia otturatoria.

### Margine anteriore

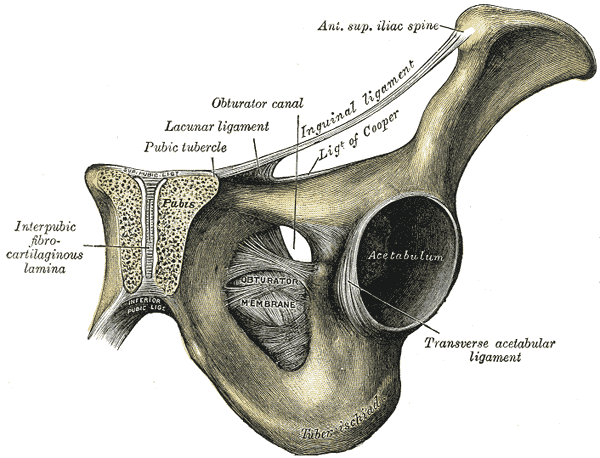
Vista anteriore del bacino che mette in evidenza la membrana otturatoria ed il legamento trasverso dell'acetabolo

Il margine anteriore dell'osso dell'anca, dapprima verticale lungo il margine anteriore dell'ala dell'ilio e poi orizzontale lungo il margine anteriore del ramo superiore del pube, si delinea tra la spina iliaca anteriore superiore e la cresta pubica.
Il passaggio dal margine superiore a quello anteriore è segnato da un processo osseo che si proietta anteriormente ed è detto spina iliaca anteriore superiore. Al di sotto della spina iliaca anteriore superiore fa seguito un'incisura delimitata inferiormente da un secondo processo osseo, detto spina iliaca anteriore inferiore, situato poco al di sopra dell'acetabolo. All'altezza dell'acetabolo il margine anteriore si piega medialmente, divenendo orizzontale, e si continua col margine anteriore del pube che, smusso, delimita anteriormente la superficie pettinea. All'apice della superficie pettinea il margine anteriore si solleva nel tubercolo pubico, importante rilevanza nella regione inguinale che dà attacco al legamento inguinale e ai pilastri del canale inguinale. Medialmente il tubercolo pubico si continua in una cresta, posta sulla superficie superiore del ramo superiore del pube e detta cresta pubica, che giunge fino all'angolo pubico.

### Margine posteriore
Il margine posteriore dell'osso coxale, pressoché verticale, si delinea, lungo il margine posteriore dell'ala dell'ilio e lungo il margine posteriore del ramo discendente dell'ischio, tra la spina iliaca postero superiore e la tuberosità ischiatica.
Similmente a quanto avviene per il margine anteriore, il passaggio dal margine superiore a quello posteriore è segnato da un processo osseo appuntito che si proietta posteriormente ed è detto spina iliaca posteriore superiore. Al di sotto della spina iliaca posteriore superiore fa seguito una piccola incisura, situata posteriormente alla superficie auricolare e alla tuberosità sacroiliaca dell'osso iliaco e delimitata inferiormente da un secondo processo osseo appuntito, detto spina iliaca posteriore inferiore. Al di sotto della spina iliaca posteriore inferiore vi è poi una seconda incisura molto ampia e detta grande incisura ischiatica o grande incisura sciatica che viene limitata inferiormente dal rilievo triangolare della spina ischiatica. Al di sotto della spina ischiatica vi è infine un'ultima incisura, più piccola della precedente e detta piccola incisura ischiatica o piccola incisura sciatica che è delimitata inferiormente dalla tuberosità ischiatica, possente tuberosità situata al confine tra ramo ascendente e ramo discendente dell'ischio.
La grande incisura ischiatica e la piccola incisura ischiatica vengono trasformate rispettivamente in grande forame sciatico o grande forame ischiatico e piccolo forame sciatico o piccolo forame ischiatico dai legamenti sacrospinoso e sacrotuberoso.

### Margine superiore

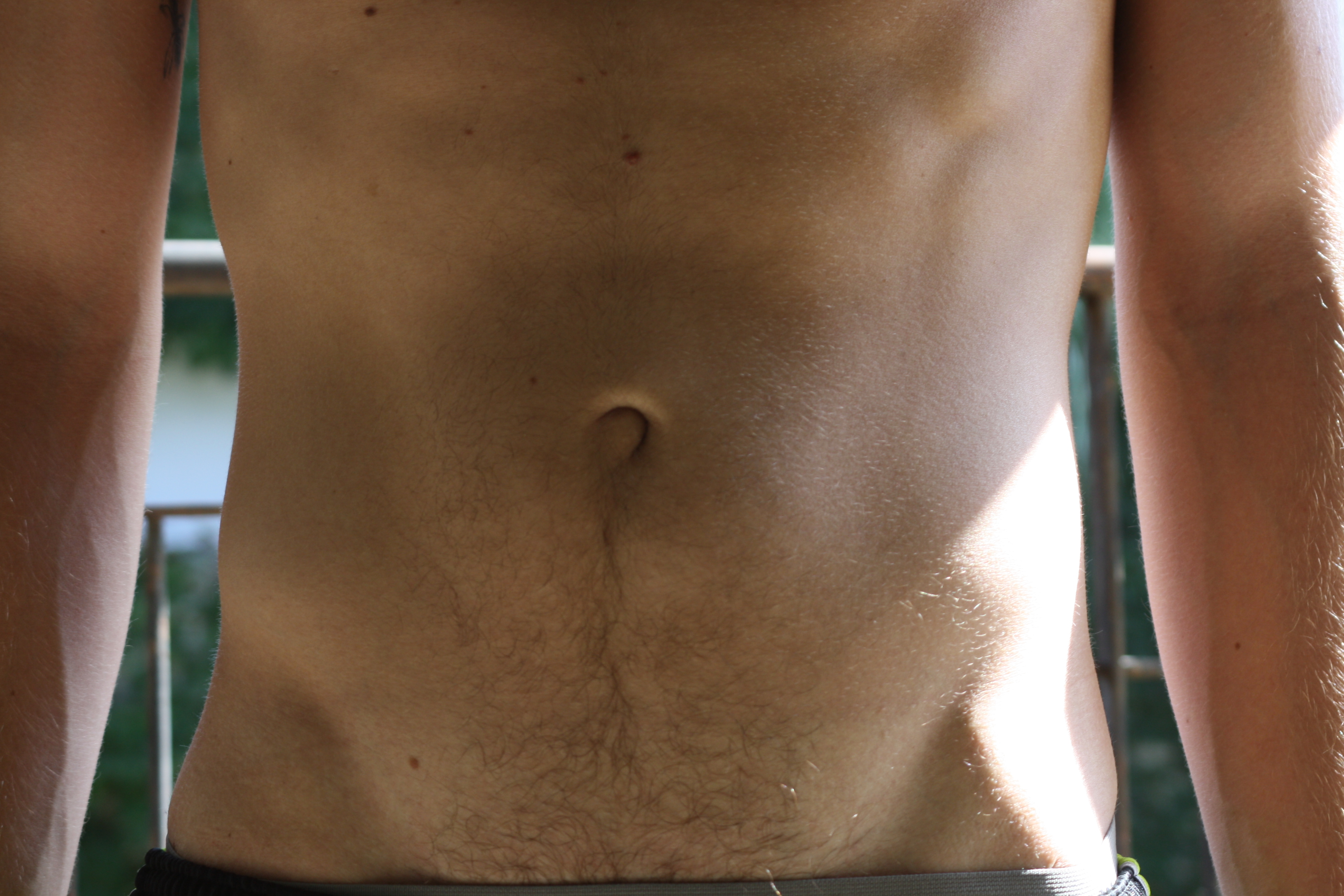
Vista anteriore dell'addome: sono visibili i rilievi delle spine iliache anteriori superiori e delle due creste iliache

Il margine superiore dell'osso coxale, detto cresta iliaca, si presenta curvo a convessità rivolta superiormente e si delinea lungo il margine superiore dell'ala dell'ileo tra la spina iliaca anteriore superiore e la spina iliaca posteriore superiore.
Nella cresta iliaca possiamo distinguere una porzione posteriore, situata al di sopra della superficie articolare sacrale dell'osso iliaco e che dà attacco al muscolo sacrospinale, ed una anteriore, situata al di sopra della fossa iliaca e nella quale è possibile riconoscere un margine interno detto labbro interno, un margine esterno detto labbro esterno ed una superficie intermedia detta linea intermedia.
Sul terzo posteriore del labbro esterno si inserisce il muscolo grande dorsale mentre sui due terzi anteriori si inserisce il muscolo obliquo esterno. Contemporaneamente sul terzo posteriore del labbro interno si inserisce il muscolo quadrato dei lombi mentre sui due terzi anteriori si inserisce il muscolo trasverso dell'addome. Infine sulla linea intermedia si inserisce il muscolo obliquo interno.
La cresta iliaca, specialmente nell'addome di persone magre o ben allenate, risulta ben evidente e palpabile. Ciò, assieme al fatto che in questo punto è possibile trovare midollo rosso emopoietico, rende la cresta iliaca sito d'elezione per il prelievo di midollo osseo ai fini del trapianto.

### Margine inferiore
Il margine inferiore, costituito dalla superfici inferiore del ramo ischiopubico, è diretto inferiormente e lateralmente in senso anteroposteriore e si delimita tra la tuberosità ischiatica e la faccetta articolare sinfisiana, faccetta articolare situata all'angolo tra ramo superiore e ramo inferiore del pube che si articola con la corrispondente faccetta articolare eterolaterale nella sinfisi pubica.

## Anatomia comparata
Il pube è la porzione infero-ventrale dell'area iliaca, sostenuta da due ossa pari e simmetriche, a loro volta chiamate pube, che, unitamente all'ileo e all'ischio, concorrono a formare la cintura pelvica dei tetrapodi. Tranne che negli uccelli e negli arcosauri, i due pubi sono uniti tra loro da una sinfisi che in alcune specie può interessare gli ischi e il cui legamento interosseo, nelle femmine di mammifero, si rammollisce durante la gravidanza e si rilascia durante il parto.

Scheletro di uccello: 13, osso pubico

Lo scheletro degli uccelli assomiglia a quella dei rettili più che a quello dei mammiferi.
L'orientamento del pube è cambiato nel corso dell'evoluzione e l'orientamento parallelo all'ischio negli uccelli si riconduce ad un simile orientamento già nell'ordine dei dinosauri ornithischia.
L'osso pelvico che supporta l'elemento posteriore comprende un lungo e sottile ramo, diretto obliquamente all'indietro, parallelo all'ischio ed alla porzione acetabolare dell'osso dell'anca: all'incrocio di queste tre parti del bacino si trova l'acetabolo, con la sede per la testa del femore. 

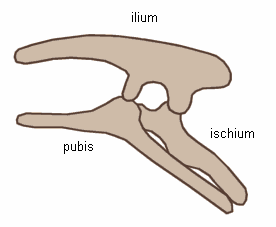
Disposizione dell'osso pubico negli ornithischi
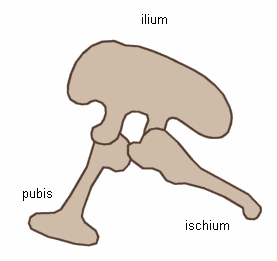
Disposizione dell'osso pubico nei saurischi